# Dayingzi (köpinghuvudort i Kina, Liaoning Sheng, lat 40,31, long 123,61)
Dayingzi är en köpinghuvudort i Kina. Den ligger i provinsen Liaoning, i den nordöstra delen av landet, omkring 170 kilometer söder om provinshuvudstaden Shenyang. Antalet invånare är 20 673. Befolkningen består av 10 024 kvinnor och 10 649 män. Barn under 15 år utgör 14,0 %, vuxna 15-64 år 75 %, och äldre över 65 år 10,0 %.
Runt Dayingzi är det ganska tätbefolkat, med 214 invånare per kvadratkilometer. Dayingzi är det största samhället i trakten. I omgivningarna runt Dayingzi växer i huvudsak blandskog.
Genomsnittlig årsnederbörd är 1 284 millimeter. Den regnigaste månaden är juli, med i genomsnitt 441 mm nederbörd, och den torraste är januari, med 10 mm nederbörd.